# Lars Rydbeck
Lars Ingmar Rydbeck, född den 27 juli 1934, är en svensk klassisk filolog och nytestamentlig exeget.
Rydbeck blev filosofie doktor vid Uppsala universitet på avhandlingen Fachprosa, vermeintliche Volkssprache und Neues Testament 1967 och verkade sedan under många år som lektor vid Finnvedens gymnasium i Värnamo. År 1985 blev han lektor vid Katedralskolan i Lund och arbetade vid sidan av den tjänsten som universitetslektor och docent vid dåvarande teologiska institutionen vid Lunds universitet. Han pensionerades 1999. Rydbeck har givit ut När de gamla gudarna dog – grekiskt och kristet på väg mot senantiken (2012). Han tilldelades Johan Lundblads pris av Svenska akademien 2014.